# Лери, Гаспар-Жозеф Шосегро де

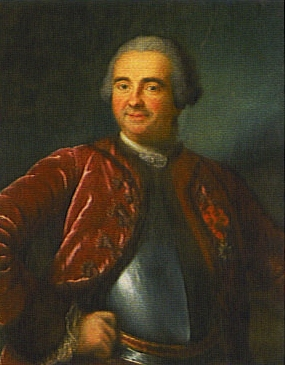
Гаспар-Жозеф Шосегро де Лери

Гаспар-Жозеф Шосегро де Лери (фр. Gaspard-Joseph Chaussegros de Léry) (20 июля 1721 — 11 декабря 1797) — военный и политический деятель Канады, участник Франко-индейской войны.

## Биография
Родился 20 июля 1721 года в Квебеке в семье военного инженера Гаспара-Жозефа Шосегро де Лери. В 1733 году вступил в колониальную армию. Принял участие в нескольких экспедициях французских войск против британских фортов и индейских поселений. Участвовал в строительстве ряда французских фортов в Новой Франции. В 1751 году получил звание лейтенанта, вскоре после этого был направлен в Акадию, откуда с поручением отправился во Францию. Вернулся из Франции в ноябре 1752 года.
В течение ближайших лет принял активное участие в строительстве фортов и укреплений, в частности, контролировал строительство форта Сен-Жан (фр. Saint-Jean) на реке Ришельё. В 1753 году вступил в брак с Луизой Мартель де Бруаж, от которой впоследствии имел 18 детей. В марте 1756 года руководил рейдом союзных франко-индейских войск, закончившимся захватом британского форта Булл. За этот успех в 1757 году получил чин капитана. Принял участие в успешной экспедиции французских войск под руководством Луи-Жозефа де Монткальма против британского форта Осуиго (англ. Oswego) в августе 1756 года.
В 1757 году направлен в Квебек для восстановления и укрепления фортификационных сооружений города. 13 сентября 1759 года принял участие в битве на полях Авраама, в которой получил ранение и попал в плен. В 1761 году вместе с семьёй выслан во Францию, вернулся в Квебек в 1764 году. По возвращении назначен Главным инспектором Квебека, вскоре вошёл в состав законодательного собрания провинции. Получал пенсию от французского короля. Скончался в Квебеке 11 декабря 1797 года.